# Сіоні (футбольний клуб)
Сіоні (груз. სიონი) — грузинський футбольний клуб з міста Болнісі.
Після сезону 1995-96 клуб вийшов до вищої ліги Грузії, де виступає досі. В сезоні 2003-04 «Сіоні» посів перше місце разом із ВІТ «Джорджія», через що чемпіонство розігрували в «золотому» матчі. Матч закінчився перемогою ВІТ «Джорджії» з рахунком 2:0. Хоча «Сіоні» посів друге місце, УЄФА дискваліфікувало команду з єврокубків через безлади, влаштовані під час «золотого» матчу.

## Досягнення
- Чемпіонат Грузії:
  - Чемпіон: 2005-06
  - Срібний призер: 2003-04
- Кубок Грузії
  - Фіналіст: 2003, 2016

## Єврокубки
| Сезон     | Турнір              | Раунд | Країна      | Команда | Вдома | На виїзді | Разом |
| --------- | ------------------- | ----- | ----------- | ------- | ----- | --------- | ----- |
| 2006–2007 | Ліга чемпіонів УЄФА | 1     | Азербайджан | Баку    | 2-0   | 0-1       | 2-1   |
|           |                     | 2     | Болгарія    | Левскі  | 0-2   | 0-2       | 0-4   |